# Talabér György
Felső-szopori Talabér György (Gétye, Zala megye, 1811. március 27. – Taszár, 1882. november 26.) katolikus plébános, egyházi író, Talabér János papköltő nagybátyja.

## Élete

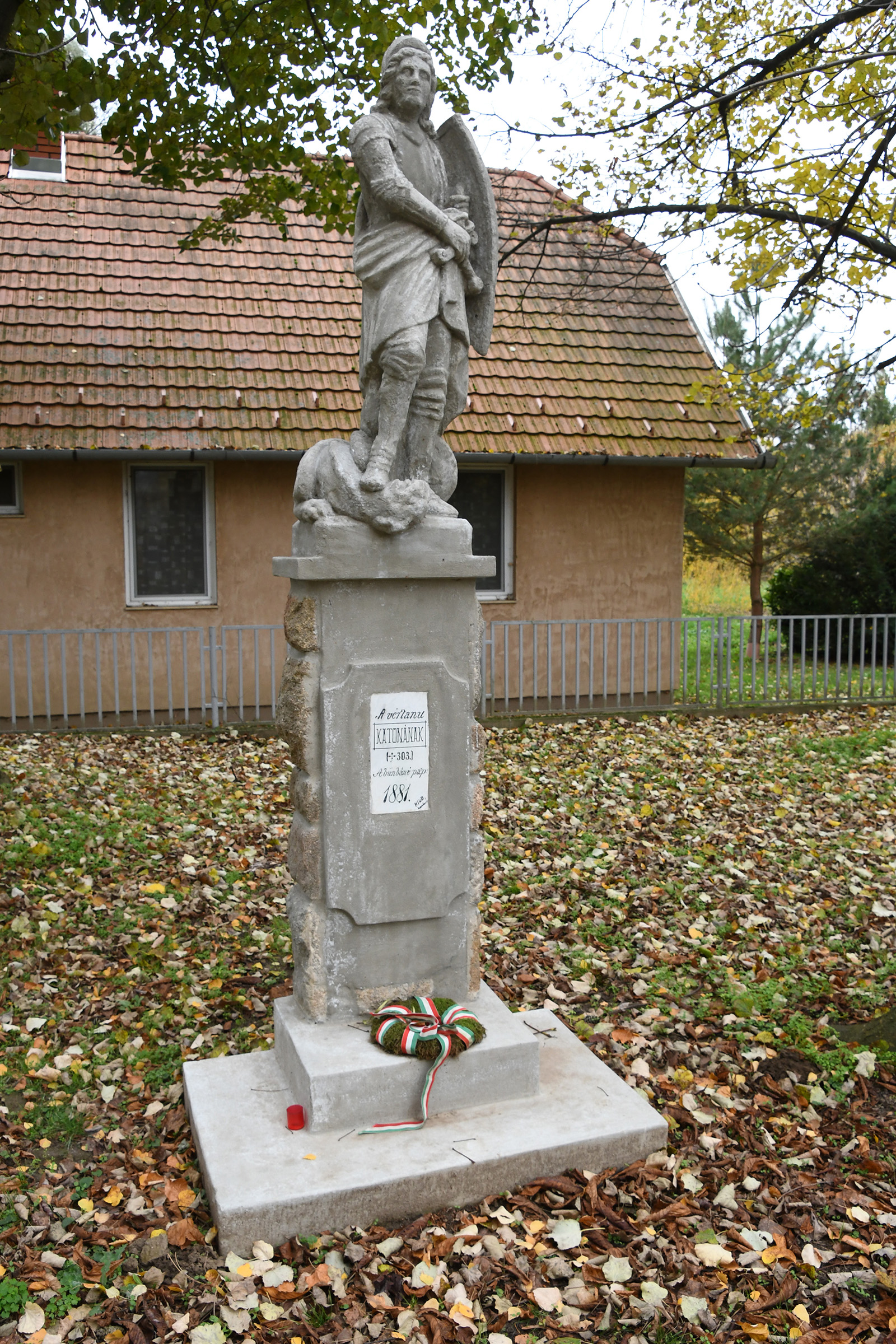
Talabér, a „bűnbánó pap” állíttatta Szent György-szobor a taszári katolikus templomnál

Iskoláit Nagykanizsán és Szombathelyen végezte; a bölcseleti tanfolyam végeztével 1829-ben felvételt nyert a Veszprémi főegyházmegye papnövendékei közé. A hittudományokat Veszprémben hallgatta, 1834. szeptember 8-án szentelték pappá. Ezt követően Taszáron volt segédlelkész, 1842. április 15-től ideiglenes adminisztrátor, majd  április 24-étől plébános. Az irodalomra Sámson János veszprémi teológiai tanára buzdította. A taszári temetőben nyugszik.
Cikkei a Religióban (Mac Carthy atyja életének érzékeny és tanulságos leírása) a Pesti Naplóban (1856. 265. sz.), a Katholikus Néplapban és a Magyar Államban (1871. 188. sz. Nyilt levél az iskolaszék elnökéhez, 1874. 119. sz. Egyszerű megoldása ama kérdésnek: miképen lehetne újabb közteherviselés nélkül a veszprémi egyházmegyei elaggott papok nyugdíjalapját gyarapítani?).

## Munkái
- Keresztény katholikus hittan. Néhai Sámson János latin rendszere nyomán. Pest, 1858–1861. Négy kötet. (Lukacsek Jánossal).
- Egyházi beszédek az év minden vasárnapjaira s ünnepjeire és néhány alkalmiak H. H. Thomas után ford. Pest, 1854., (Talabér Jánossal). Három kötet.
- Böngészet a franczia szépirodalomból. Pest, 1862.
- Jocelyn. (Lamartinetől). Ford. Pest, 1863. (A Böngészet II. kötete).